# Ken Sears
Kenneth "Kenny" Robert Sears (Watsonville, California; 17 de agosto de 1933-ibídem, 23 de abril de 2017) fue un baloncestista estadounidense que disputó ocho temporadas en la NBA y una en la fugaz ABL. Con 2,06 metros de estatura, jugaba en las posiciones de ala-pívot y alero.

## Trayectoria deportiva

### Universidad
Jugó durante cuatro temporadas con los Broncos de la Universidad de Santa Clara, donde en 1955 obtuvo su segundo título como elegido mejor jugador de la West Coast Conference, por encima de un jugador tan carismático como Bill Russell. En el total de su carrera promedió 15,0 puntos, con un 42,8% de acierto en tiros de campo. Su partido más destacado lo disputó ante Pacific Tigers, en el que consiguió 41 puntos y 30 rebotes.

### Profesional
Fue elegido en la cuarta posición del Draft de la NBA de 1955 por New York Knicks, equipo en el que jugó durante 6 temporadas. Su mejor rendimiento lo ofreció en la temporada 1959-60, cuando promedió 18,5 puntos y 13,7 rebotes por partido, lo que sin embargo no le valió para ser elegido jugador del All-Star Game de ese año, algo que sí sucedió en las dos temporadas anteriores, con números un poco más discretos.
En 1961 decidió cambiar de liga, yéndose a la recién creada ABL, fichando por San Francisco Saints, donde fue elegido en el segundo mejor quinteto de la liga tras promediar 17,7 puntos, 6,3 rebotes y 4,4 asistencias por partido.
La temporada siguiente regresó a los Knicks, siendo traspasado mediada la temporada a San Francisco Warriors, donde disputó su última temporada y media como profesional. Se retiró a los 30 años, tras promediar 13,9 puntos y 7,8 rebotes por partido.

## Logros y reconocimientos
- Jugador del Año de la WCC (1953 y 1955)
- All Star (1958 y 1959)
- 2.º mejor quinteto de la ABL (1962)
- Tuvo el mejor porcentaje de tiros de campo de la NBA en 1959 y 1960.[5][6]
- Su camiseta con el número #55 fue retirada en enero de 2007 por la Universidad de Santa Clara como homenaje a su trayectoria.[2]
- Fue el primer jugador de baloncesto que apareció en la portada de la revista Sports Illustrated, el 20 de diciembre de 1954.